# Orde van Verdienste voor de zorg voor oudstrijders
De Orde van Verdienste voor de Zorg voor Oudstrijders  (Frans: "Ordre du Mérite Combattant") werd op 14 september 1953 ingesteld en was een van de negentien "ministeriële orden" van de Franse republiek en werd in met 15 andere Franse orden op 1 januari 1963 vervangen door de Nationale Orde van Verdienste. De orde werd aan Fransen en vreemdelingen verleend voor het verzorgen van oud-strijders en burgerslachtoffers van de Eerste en Tweede Wereldoorlog en toewijding aan hun belangen. De orde werd door een Raad die werd voorgezeten door de minister voor Veteranen beheerd. In deze Raad moest ten minste één oorlogsweduwe zitting hebben.

## De drie rangen van de orde
- Commandeur - De commandeur draagt een groot uitgevoerd gouden kleinood van de orde aan een lint om de hals.
- Officier - De officier draagt een gouden kleinood aan een lint met een rozet op de linkerborst.
- Ridder - De ridder draagt hetzelfde kleinood aan een lint op de linkerborst.

De ridders moesten ten minste 40 jaar oud zijn en zich 15 jaar aan de zorg voor de veteranen hebben gewijd. Na 6 jaar konden zij worden bevorderd tot officier en na nogmaals 4 jaar konden zij commandeur worden. Ook veteranen uit de landen die Frankrijk in de oorlogen bijstonden en hun verzorgers kwamen voor deze onderscheiding in aanmerking.
In bijzondere gevallen werd een uitzondering gemaakt op de genoemde termijnen en leeftijden.
Ieder jaar werden 150 ridders, 100 officieren en 10 commandeurs benoemd.

## De versierselen van de orde
Het kleinood van de orde was een gouden of zilveren vijfarmig kruis met daarop een vijfpuntige groene ster en een medaillon waarop "Marianne" is afgebeeld met op de "REPUBLIQUE FRANCAISE.MÉRITE COMBATTANT". De keerzijde draagt de woorden "HONEUR ET DÉVOUEMENT" en twee ineengeslagen handen met daarachter een zwaard.
Het lint is donkergroen met diagonale oranje strepen.
De seculiere Franse Republiek kende geen ridderorden die de traditionele vorm van een kruis hebben. Daarom werd bij de vormgeving van deze door Poillerat ontworpen decoratie voor een kleinood in de vorm van een medaillon gekozen.
Zie ook: lijst van historische orden van Frankrijk.

## Galerij